# Première Division (Gibuti)
La Première Division è la massima competizione calcistica dello stato africano di Gibuti. Il campionato fu istituito nel 1987.

## Albo d'oro
- 1987:  Etablissements Merill
- 1988:  Arta/Solar7
- 1989: Non disputato
- 1990: Non disputato
- 1991:  Aéroport
- 1992: Non disputato
- 1993: Non disputato
- 1994:  FNP
- 1995:  FNP
- 1996:  FNP
- 1997:  FNP
- 1998:  FNP
- 1999:  FNP
- 2000:  Arta/Solar7
- 2001:  FNP
- 2002:  Boreh
- 2003:  Gendarmerie Nationale
- 2004:  Gendarmerie Nationale
- 2005:  Arta/Solar7
- 2006:  SID Kartileh
- 2007:  Arta/Solar7
- 2008:  SID Kartileh
- 2009:  Djibouti Telecom
- 2010:  Port
- 2011:  Port
- 2012:  Port
- 2013:  Djibouti Telecom
- 2014:  Djibouti Telecom
- 2014-2015:  Djibouti Telecom
- 2015-2016:  Djibouti Telecom
- 2016-2017:  Djibouti Telecom
- 2017-2018:  Djibouti Telecom
- 2018-2019:  Port
- 2019-2020:  GR/SIAF
- 2020-2021:  Arta/Solar7
- 2021-2022:  Arta/Solar7
- 2022-2023:  GR/SIAF
- 2023-2024:  Arta/Solar7
- 2024-2025:  Djibouti Telecom

## Vittorie per squadra
| Squadra               | Vittorie | Anni                                           |
| --------------------- | -------- | ---------------------------------------------- |
| Djibouti Telecom      | 8        | 2009, 2013, 2014, 2015, 2016, 2017, 2018, 2025 |
| FNP (FN Securité)     | 7        | 1994, 1995, 1996, 1997, 1998, 1999, 2001       |
| Arta/Solar7           | 7        | 1988, 2000, 2005, 2007, 2021, 2022, 2024       |
| Port                  | 4        | 2010, 2011, 2012, 2019                         |
| Gendarmerie Nationale | 2        | 2003, 2004                                     |
| SID Kartileh          | 2        | 2006, 2008                                     |
| GR/SIAF               | 2        | 2020, 2023                                     |
| Etablissements Merill | 1        | 1987                                           |
| Aéroport              | 1        | 1991                                           |
| Boreh                 | 1        | 2002                                           |